# North Shore (película)
North Shore, Protagonizada por Matt Adler. Se estrenó en 1987.

## Argumento
Matt Adler interpreta a Rick Kane un joven surfista que viaja de Arizona a surfear a las playas de Hawái.

## Reparto
- Gregory Harrison... 	Chandler
- Nia Peeples	... 	Kiani
- John Philbin	... 	Turtle
- Gerry Lopez	... 	Vince
- Laird John Hamilton.	Lance Burkhart (as Laird Hamilton)
- Robbie Page	... 	Alex Rogers
- Mark Occhilupo	... 	Occy
- John Paragon	... 	Professor
- Rocky Kauanoe	... 	Rocky
- Lokelani Lau	... 	Angela
- Cristina Raines... 	Rick's Mother
- Tiffany Pestana... 	Chandler's Daughter
- Corky Carroll	... 	Himself
- Joe Teipel	... 	Pipeline Announcer

- Datos: Q3281576